# 陆全明
陆全明 (1969年—)，中国科学技术大学地球和空间科学学院教授，主要从事空间等离子体物理、基础等离子体物理方面的研究工作。入选中华人民共和国教育部2009年度"长江学者"特聘教授。